# Lónguida/Longida
Lónguida/Longida (spanisch Lónguida; baskisch Longida) ist eine spanische Gemeinde (municipio) in der Comunidad Foral de Navarra. Sie gehört zur Comarca Pirinioaurrea und hat 301 Einwohner (Stand: 2024). Zur Gemeinde gehören die Ortschaften Acotáin, Aós, Artajo, Ayanz, Ecay de Lónguida, Erdozáin, Itoiz, Javerri, Larrángoz, Liberri, Meoz, Murillo de Lónguida, Rala, Uli Bajo, Villanueva de Lónguida und Villaveta sowie die Wüstungen Ezcay, Górriz, Mugueta, Olaberri, Oleta, Orbaiz, Zariquieta, Zuasti de Lónguida und Zuza. Der Verwaltungssitz befindet sich in Aós.

## Lage
Lónguida/Longida liegt etwa 20 Kilometer ostsüdöstlich von Pamplona in einer Höhe von ca. 455 m. Die Stadt Aoitz liegt wie eine Insel innerhalb der Gemeinde. 

## Sehenswürdigkeiten
- Martinskirche in Ecay de Lóngida
- Rathaus

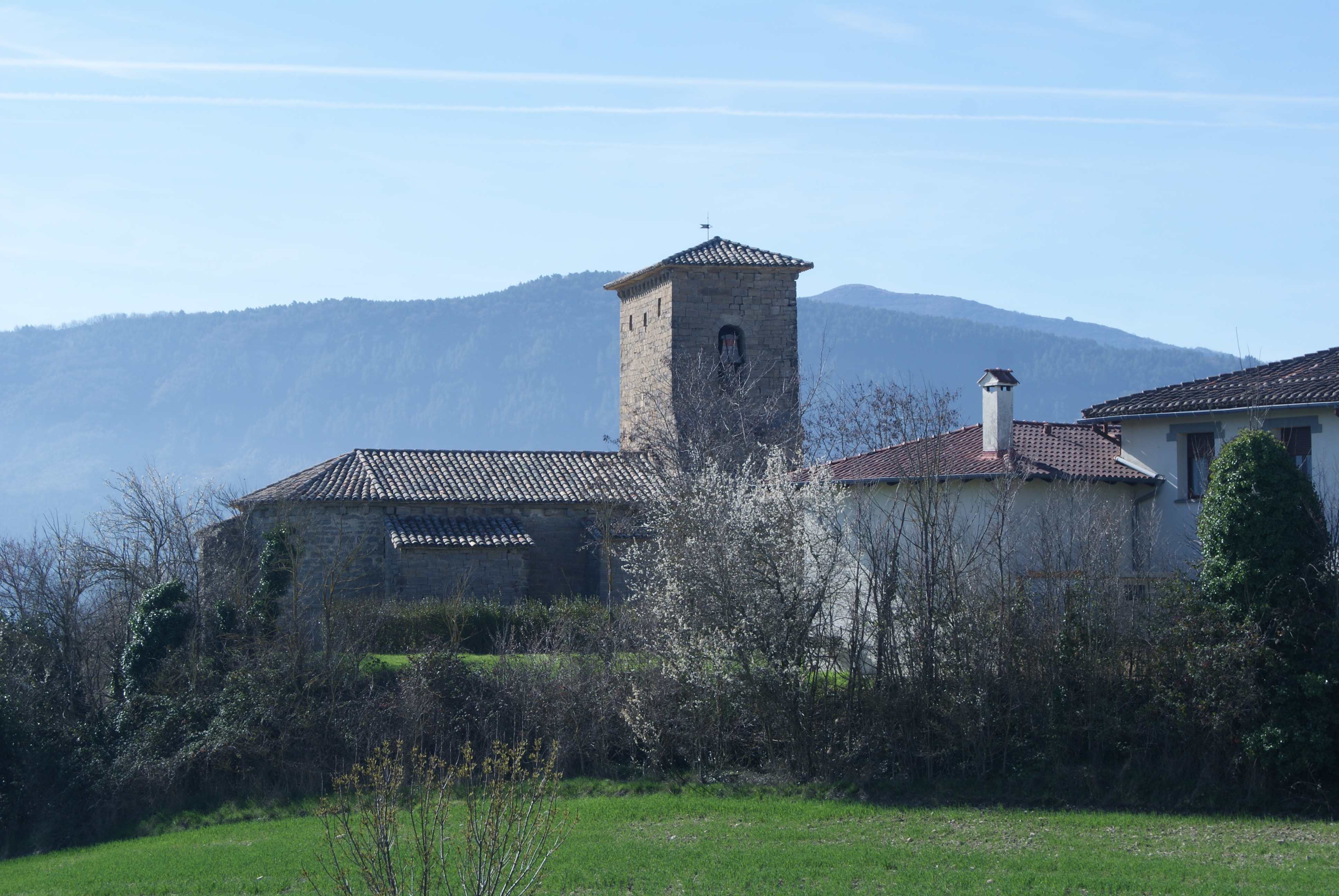
Martinskirche